# Edward Stanhope
Edward Stanhope (24 septembre 1840 - 21 décembre 1893) est un homme politique du Parti conservateur britannique qui est secrétaire d'État à la Guerre de 1887 à 1892.

## Jeunesse et éducation
Né à Londres, Stanhope est le deuxième fils de Philip Stanhope (5e comte Stanhope), et de son épouse Emily Harriet, fille du général Edward Kerrison (1er baronnet). Arthur Stanhope (6e comte Stanhope) est son frère aîné et Philip Stanhope (1er baron Weardale) son frère cadet. Il fait ses études à Harrow et Christ Church, Oxford. Il étudie le droit et est admis au barreau à Inner Temple en 1865. En 1861, il a joué trois matchs de cricket de première classe pour Kent.

## Carrière politique

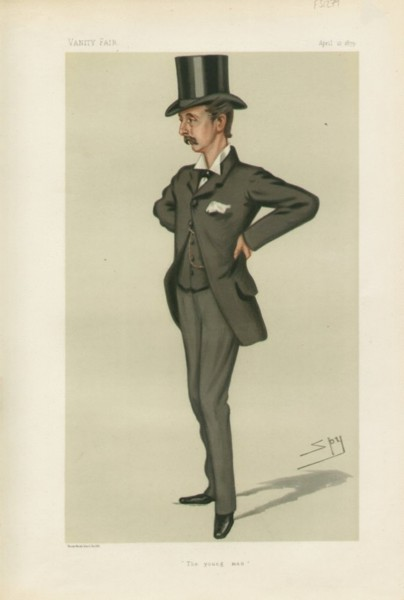
Caricature de Spy publiée dans Vanity Fair en 1879.

En 1874, il est élu à la Chambre des communes pour Mid Lincolnshire, siège qu'il occupe jusqu'en 1885, puis représente Horncastle jusqu'à sa mort. Il a rapidement atteint une position de premier plan au sein du parti. En 1875, il est secrétaire parlementaire du Board of Trade et, en 1878, il est sous-secrétaire d'État à l'Inde, où il est l'un des principaux assistants du secrétaire à l'Inde Lord Cranbrook.
Après la chute des Tories du pouvoir en 1880, Stanhope soutient le leader des Communes, Sir Stafford Northcote contre les jeunes Tories dirigés par Randolph Churchill lors des querelles internes du Parti conservateur. Lorsque les conservateurs sont revenus au pouvoir, Stanhope est devenu vice-président du Comité du Conseil de l'éducation, avec un siège au Cabinet, et presque immédiatement après président de la Chambre de commerce. Il accède aux fonctions de cabinet principal du deuxième gouvernement de Salisbury, servant d'abord comme secrétaire aux colonies de 1886 à 1887 puis comme secrétaire d'État à la Guerre de 1887 à 1892 après un remaniement ministériel en janvier 1887.
En tant que secrétaire à la guerre, Stanhope s'est battu pour une réforme contre les officiers supérieurs réactionnaires - notamment le duc de Cambridge, le commandant en chef, et Garnet Joseph Wolseley, l'adjudant général. En dépit de sa propre inexpérience dans les affaires militaires et de cette formidable opposition, Stanhope réussit un bon nombre, bien que ce soit son successeur libéral, Henry Campbell-Bannerman, qui réussit à pousser Cambridge à la retraite.

## Vie privée
En décembre 1893, Stanhope décède subitement d'une crise cardiaque, à l'âge de 53 ans.
La maison d'école «Stanhope» de l' école Alderwood dans la ville de garnison d'Aldershot dans le Hampshire est nommée en son honneur.